# Rejon ardoński
Rejon ardoński (ros. Ардонский район) – rejon w należącej do Rosji północnokaukaskiej republice Północnej Osetii-Alanii.
Rejon ardoński leży w środkowej części republiki. Jego ośrodkiem administracyjnym jest miasto Ardon.
Rejon ma powierzchnię 0,36 tys. km²; zamieszkuje go ok. 27,9 tys. osób (2005 r.), z czego ponad 60% (17 tys.) w stolicy rejonu – Ardonie, będącym jedynym miastem na obszarze tej jednostki podziału administracyjnego.
Gęstość zaludnienia w rejonie wynosi 77,5 os./km².
Część rejonu zajmuje Rezerwat Północnoosetyjski.